# Großsteingrab in der Kunkenvenne
Het Großsteingrab in der Kunkenvenne, ook wel het Großsteingrab von Thuine of de Huenensteine Thuine genoemd, (Sprockhoff-Nr. 874) is een megalithisch bouwwerk dat ca. 1 kilometer ten noordoosten van Thuine in het Landkreis Emsland in Nedersaksen ligt. Het ligt in een bos.
Het hunebed is gebouwd tussen 3500 en 2800 v.Chr. en wordt toegeschreven aan de trechterbekercultuur. Het is onderdeel van de Straße der Megalithkultur.

## Kenmerken

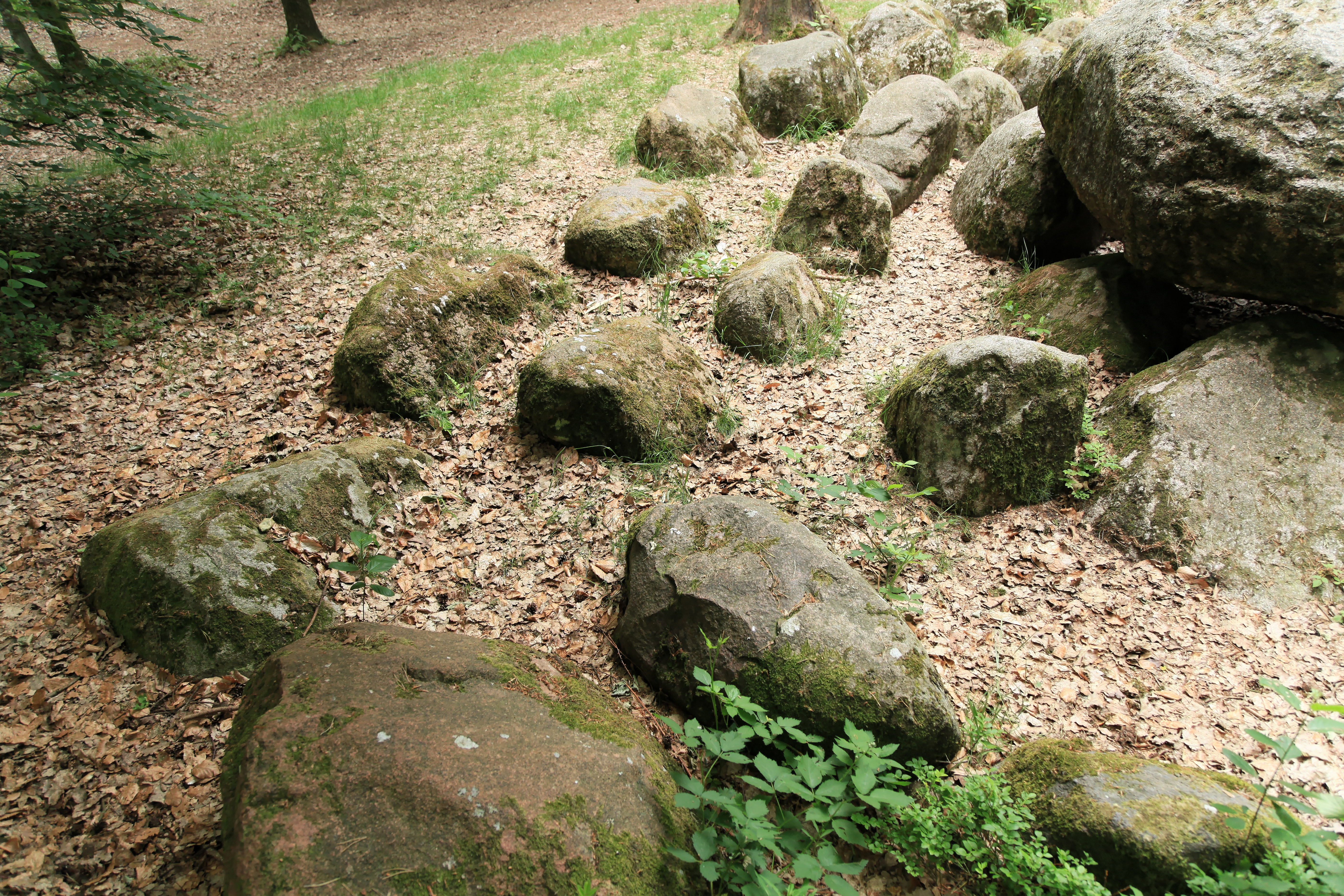
Twee kransen rond de kamer

Ongebruikelijk zijn de twee concentrische kransen rond de kamer, deze zijn ovaal van vorm. De binnenste krans is 29 meter lang en maximaal 6 meter breed en bestaat uit 60 stenen. Oorspronkelijk waren er 65 kransstenen De stenen zijn duidelijk kleiner dan de buitenste krans. De kamer neemt bijna de gehele ruimte binnen deze krans in.
De buitenste krans is ongeveer 33 meter lang en 8 meter breed en bestaat uit 51 stenen. Oorspronkelijk waren er 58 stenen
De kamer is trapezoïdevormig en 26,5 meter lang en tot 4,4 meter breed. Er zijn nog zeer veel stenen van de oost-west georiënteerde kamer aanwezig, waarvan de meeste in situ. Van de oorspronkelijke 17 dekstenen missen er vermoedelijk 3. Ook missen enkele draagstenen. Veel van de behouden dekstenen zijn in de kamer gevallen. Een korte poort ligt in het midden van de zuidzijde, deze is 0,7 tot 0,9 meter breed en 2,4 meter lang.
In het begin van de 19e eeuw zou het ganggraf door Franse officieren doorzocht zijn. Er zijn stenen verschoven, waarschijnlijk werden deze in 1824 door boswachters weer teruggezet. In 1820 liet de graaf van Münster het bouwwerk onderzoeken. Er werden stenen gereedschappen, parels van barnsteen en (scherven van) Tiefstichkeramik aangetroffen. In 1878 groef Hans Müller-Brauel nog meer scherven, houtskool en menselijke botresten op.
Enkele vondsten liggen in het Niedersächsisches Landesmuseum Hannover.
Op noodgeld uit Freren (1921) werd het volgende gedicht geschreven:
```
In unserem Wald in sandger Düne
Liegt begraben manche Hüne
Zum Hünengrab zum Opferstein
Pilgert Heut nog Gross und Klein
[
6
]
```

## Literatuur

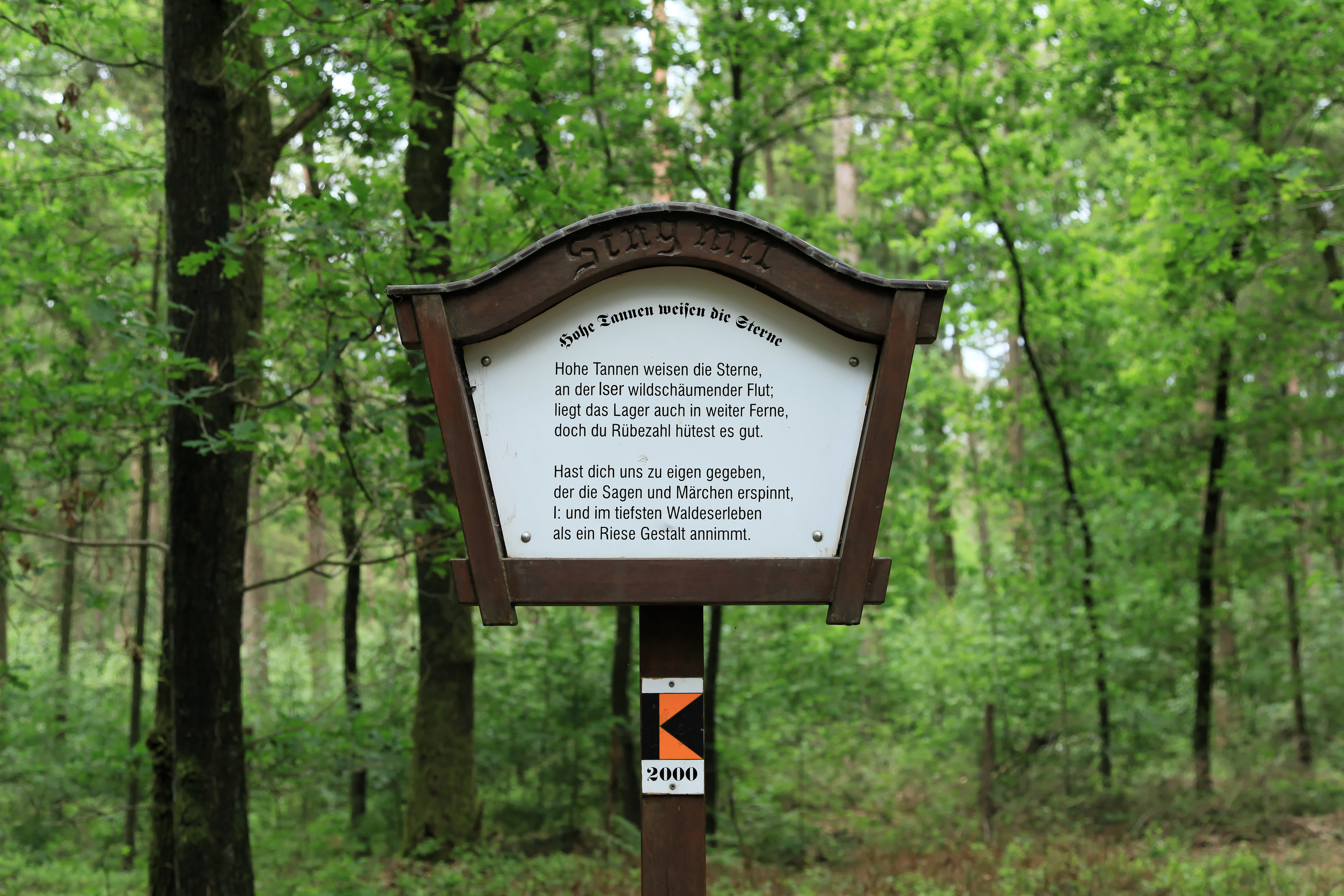
Gedicht op een bord bij het hunebed